# Pokrovsk, Ukraina
Pokrovsk (tiếng Ukraina: Покровськ, phát âm [poˈkrɔu̯sʲk]; tiếng Nga: Покровск; đến năm 2016: Krasnoarmiisk tiếng Ukraina: Красноармі́йськ, tiếng Nga: Красноармейск; đến năm 1938: Grishino tiếng Nga: Гришино; tiếng Ukraina: Гришине,
chuyển tự: Hryshyne) là một thành phố và là trung tâm hành chính của huyện Pokrovsk thuộc tỉnh Donetsk, Ukraina. Trước năm 2020, nó đã được hợp nhất như một thành phố có ý nghĩa quan trọng. Dân số của nó là khoảng 40.000 (2024) người.

## Nhân khẩu
Tính đến ngày 1 tháng 8 năm 2017, dân số của Pokrovsk là 75.205 người.
Theo số liệu của điều tra dân số năm 2001, sự phân chia theo dân tộc có tỉ lệ như sau:
| Dân tộc          | Dân số | Tỉ lệ (%) |
| ---------------- | ------ | --------- |
| Người Ukraina    | 62.158 | 75,0      |
| Người Nga        | 18.299 | 22,1      |
| Người Belarus    | 558    | 0,7       |
| Người Armenia    | 307    | 0,4       |
| Người Azerbaijan | 215    | 0,3       |

Ngôn ngữ bản địa theo điều tra dân số Ukraina năm 2001:
- Tiếng Nga: 59,8%
- Tiếng Ukraina: 39,4%
- Tiếng Armenia: 0,2%
- Tiếng Belarus: 0,1%

## Thành phố kết nghĩa
- Tulchyn, Ukraina
- Kolomyia, Ukraina
- Zugdidi, Gruzia[5]

## Thư viện ảnh

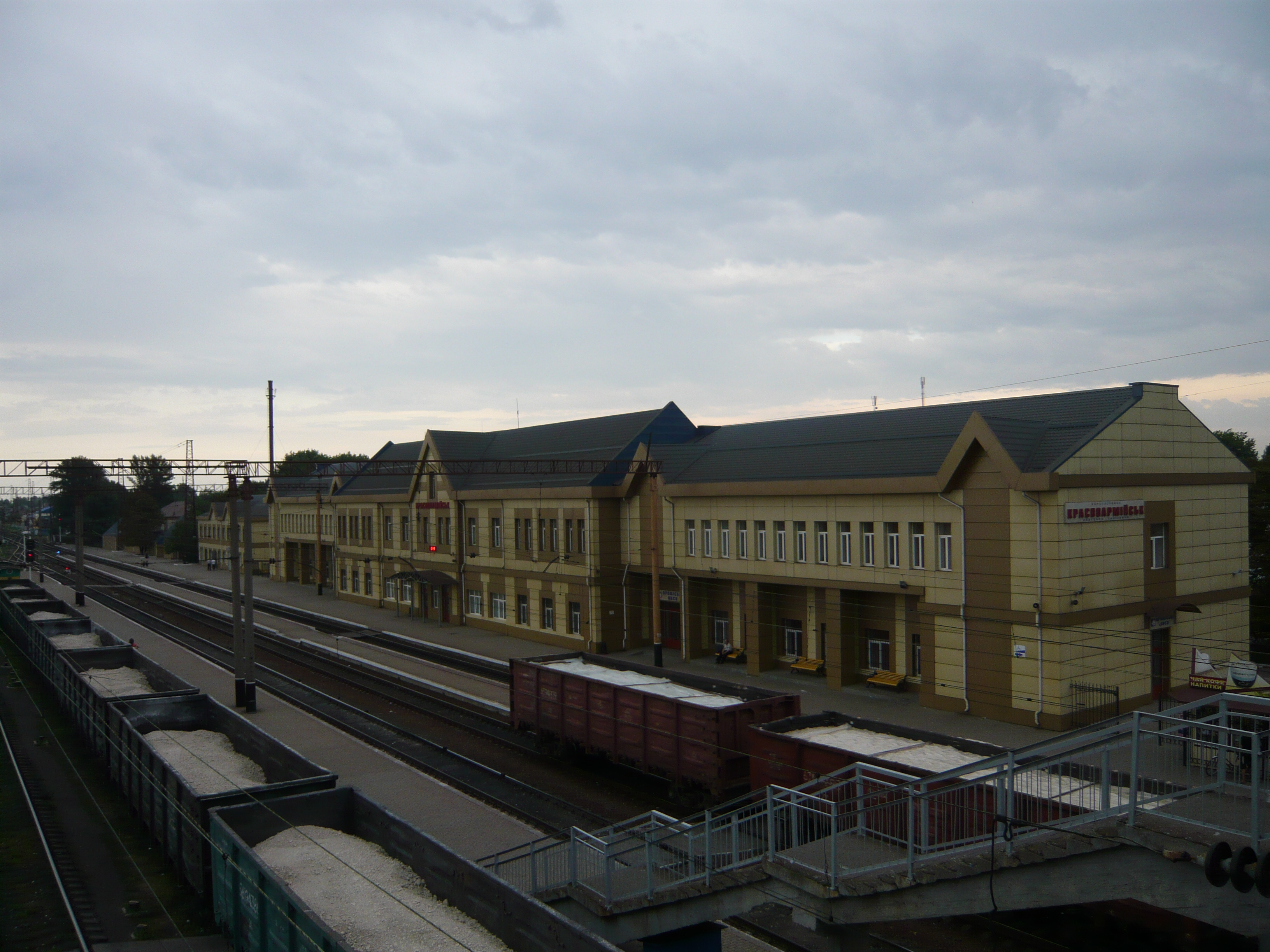
Ga xe lửa Pokrovsk
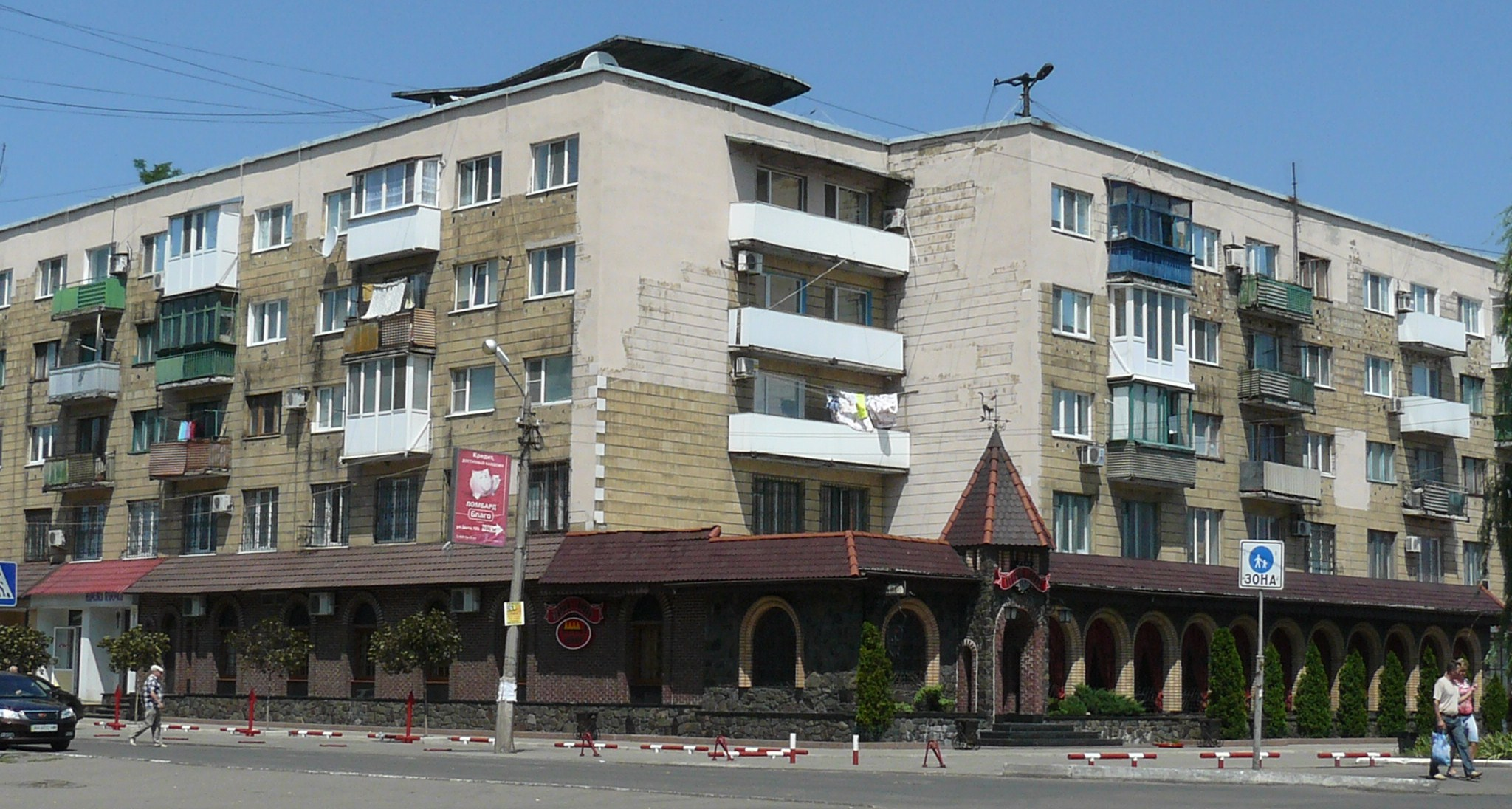
Các khu chung cư ở Pokrovsk
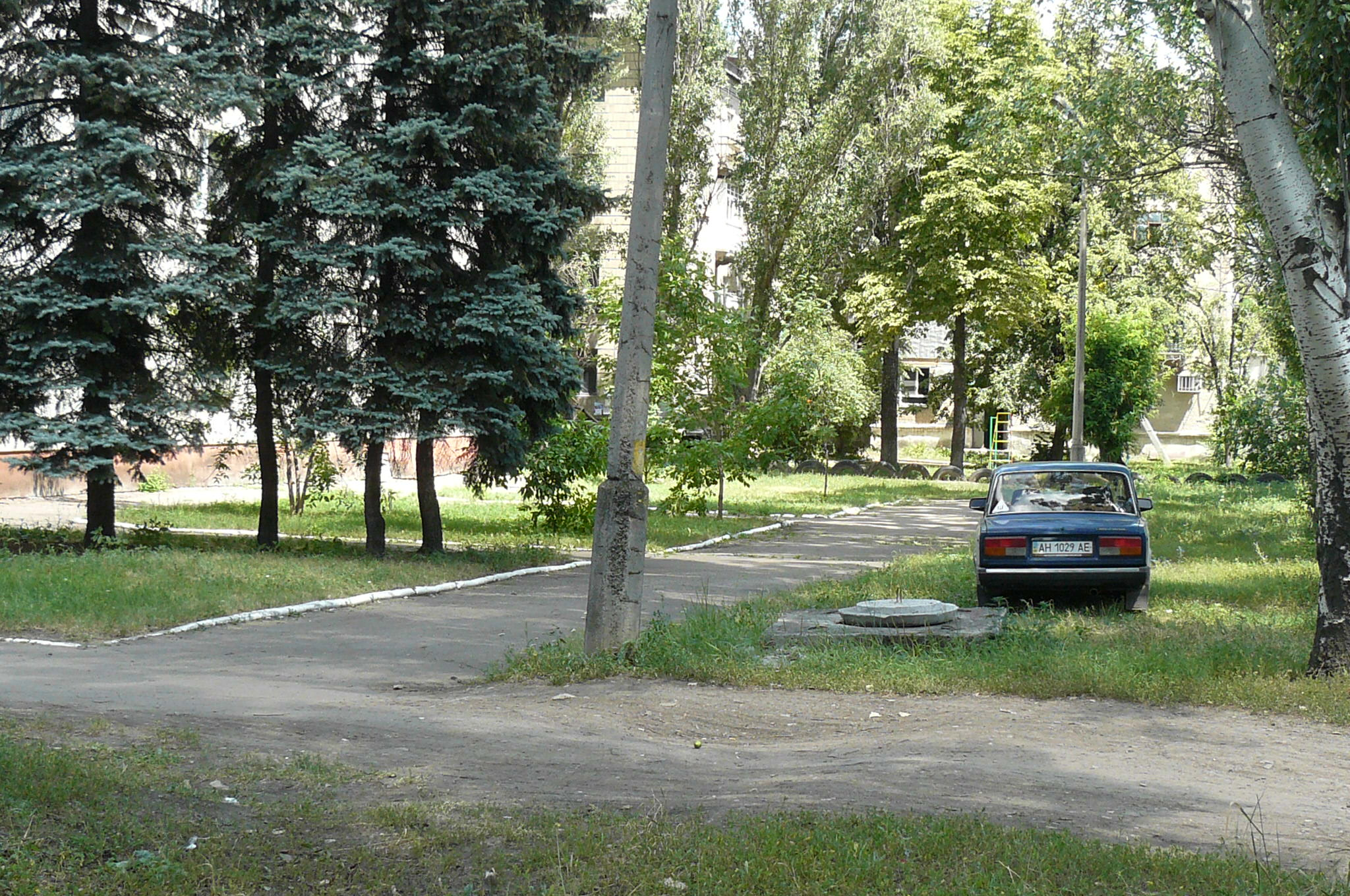
Một khu rừng ở trung tâm Pokrovsk
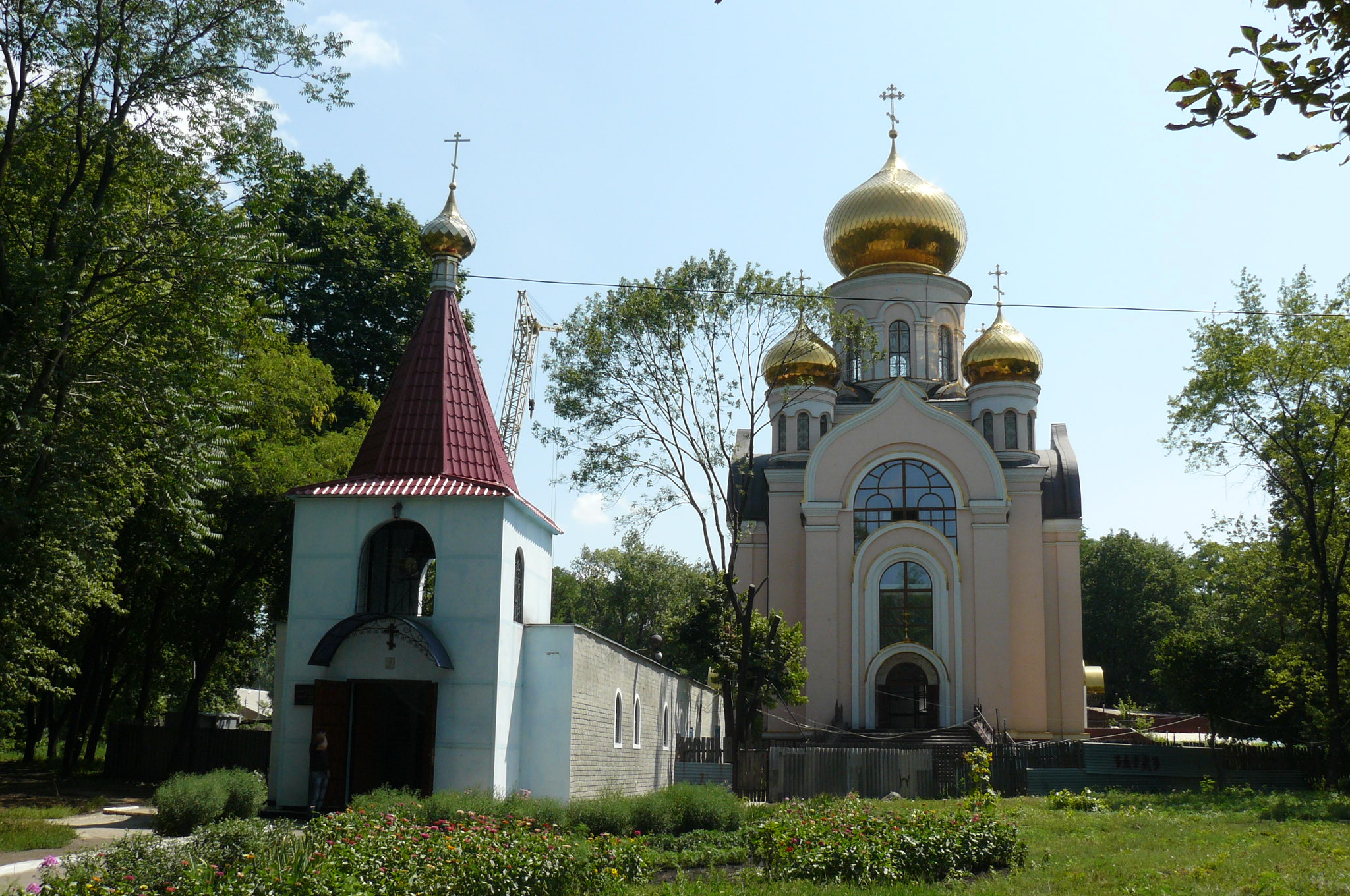
Nhà thờ Pokrovsk